# Höri

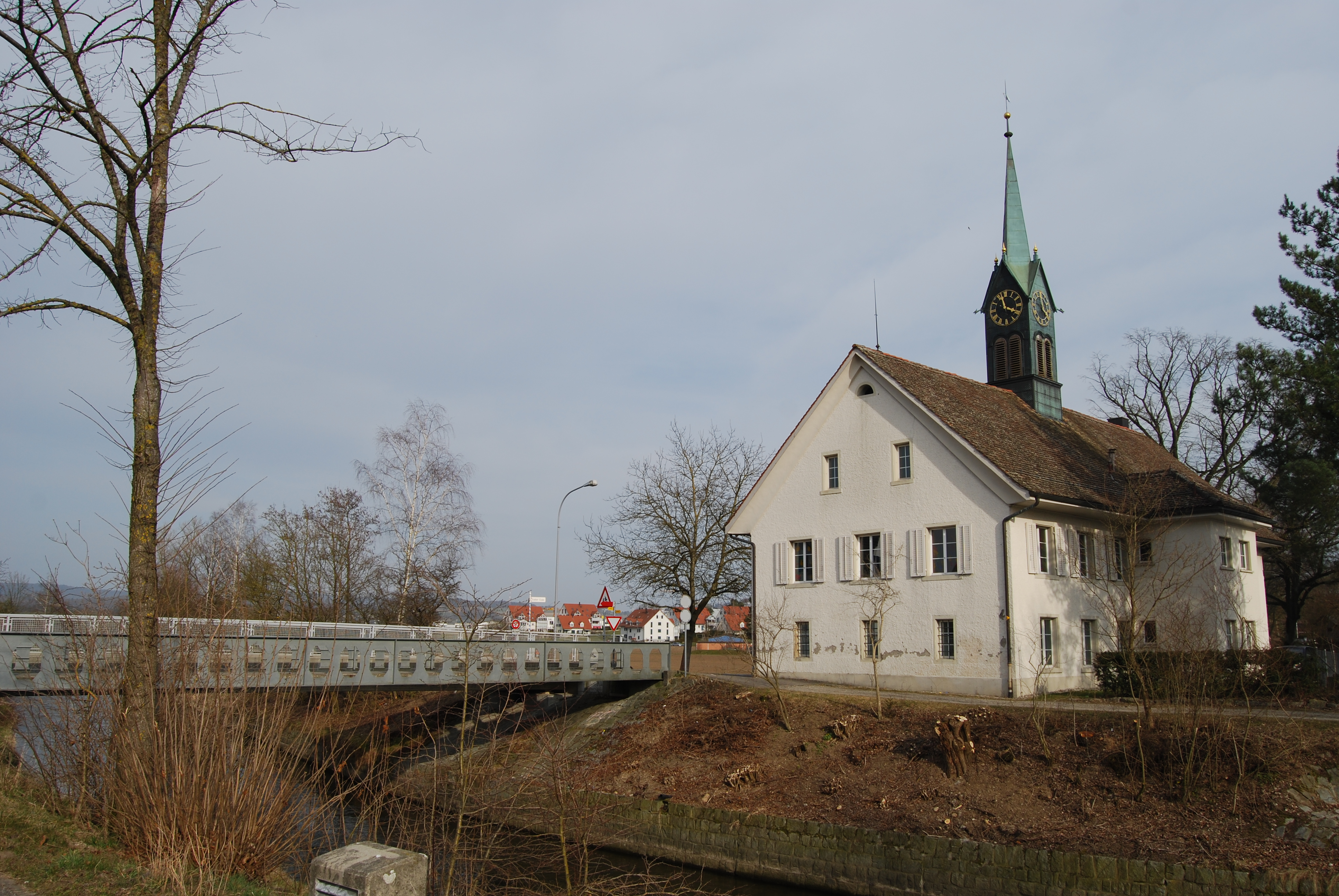
School Höri met brug over de Glatt.

Höri is een gemeente en plaats in het Zwitserse kanton Zürich, en maakt deel uit van het district Bülach.
Höri telt 2423 inwoners.
Het bestaat uit drie dorpen: Oberhöri, Niederhöri en Endhöri